# Josef Vollberg
Josef Vollberg OCSO (* 14. Mai 1963 in Frankfurt am Main als Eberhard Vollberg) ist emeritierter Abt der ehemaligen Trappistenabtei Mariawald in der Eifel.

## Leben
Eberhard Vollberg wuchs in Wetzlar auf. Nach dem Abitur und dem Wehrdienst begann er ein Betriebswirtschaftsstudium an der Fachhochschule Gießen. Am 1. Dezember 1986 trat er in das Mariawalder Noviziat ein und erhielt den Ordensnamen Josef. Am 26. Januar 1992 legte er die Feierliche Profess ab und am 15. August 2003 empfing er die Beauftragung zum Lektor und Akolyth.
Vollberg studierte zunächst an der Gustav-Siewerth-Akademie und ab 1998 an der Hochschule Heiligenkreuz, wo er zum Magister theologiae spondiert wurde. Seine Magisterarbeit verfasste er bei Marianne Schlosser über die Monastische Theologie bei Bernhard von Clairvaux.
Am 23. April 2005 wurde P. Josef durch den Pater Immediat, Abt Antonio Lépore OCSO aus der Trappistenabtei Oelenberg im Elsass, deren Mönche im Jahre 1861 die Abtei Mariawald neu besiedelt hatten, zum Superior ad nutum ernannt und stand damit der deutschen Abtei als Oberer mit allen Rechten vor. Er befand sich noch nicht im klerikalen Stand: Erst am 17. Dezember 2005 wurde Vollberg zum Diakon und am 29. Juni 2006 durch Heinrich Mussinghoff, den Bischof von Aachen, zum Priester geweiht. Seine Klosterprimiz feierte er am 2. Juli 2006 in der Mariawalder Abteikirche.
Am 24. November 2006 wählte das Konventualkapitel der Abtei Mariawald Vollberg zum Abt auf Lebenszeit. Seine Abtsbenediktion durch Bischof Karl Borsch erfolgte am 26. Januar 2007, dem Hochfest der Gründeräbte von Cîteaux, in der Abteikirche des Klosters.
Mit Schreiben vom 21. November 2008 gewährte Papst Benedikt XVI. auf Vollbergs Bitte hin der Abtei Mariawald das Privileg, zur klösterlichen Observanz gemäß dem Usus von Monte Cistello (1964) zurückzukehren und die Liturgie nach den 1962 in den zisterziensischen Orden gebräuchlichen Büchern zu feiern.
Im Jahr 2016 fand in Mariawald eine Visitation statt. Nachdem die Visitatoren P. Bernhardus Peeters (Abtei Tilburg) und P. Erik Varden (damals aus Mount Saint Bernard) die Möglichkeiten für Mariawalds Zukunft geprüft hatten, trat Abt Josef am 21. Oktober 2016 zurück. Peeters leitete die Abtei als Pater Immediat, aber Josef Vollberg amtierte weiterhin als Prior.
Nach der Schließung der Abtei am 15. September 2018 – dem Gedenktag der Schmerzen Mariens – ging Abt Josef in die Zisterzienser-Abtei Vyšší Brod (Hohenfurth) in Tschechien. Damals lebten in Hohenfurth drei Mönche mit Feierlicher Profess sowie ein Oblate. Er lebt dort als Trappisten-Eremit unweit vom Klostergebäude.